# Aubach (Friesenbach)
Der Aubach ist ein etwa sechseinhalb Kilometer langer, rechter und südlicher Zufluss des Friesenbaches am Rande der Fränkischen Schweiz in Bayern.

## Geografie

### Aubachquelle

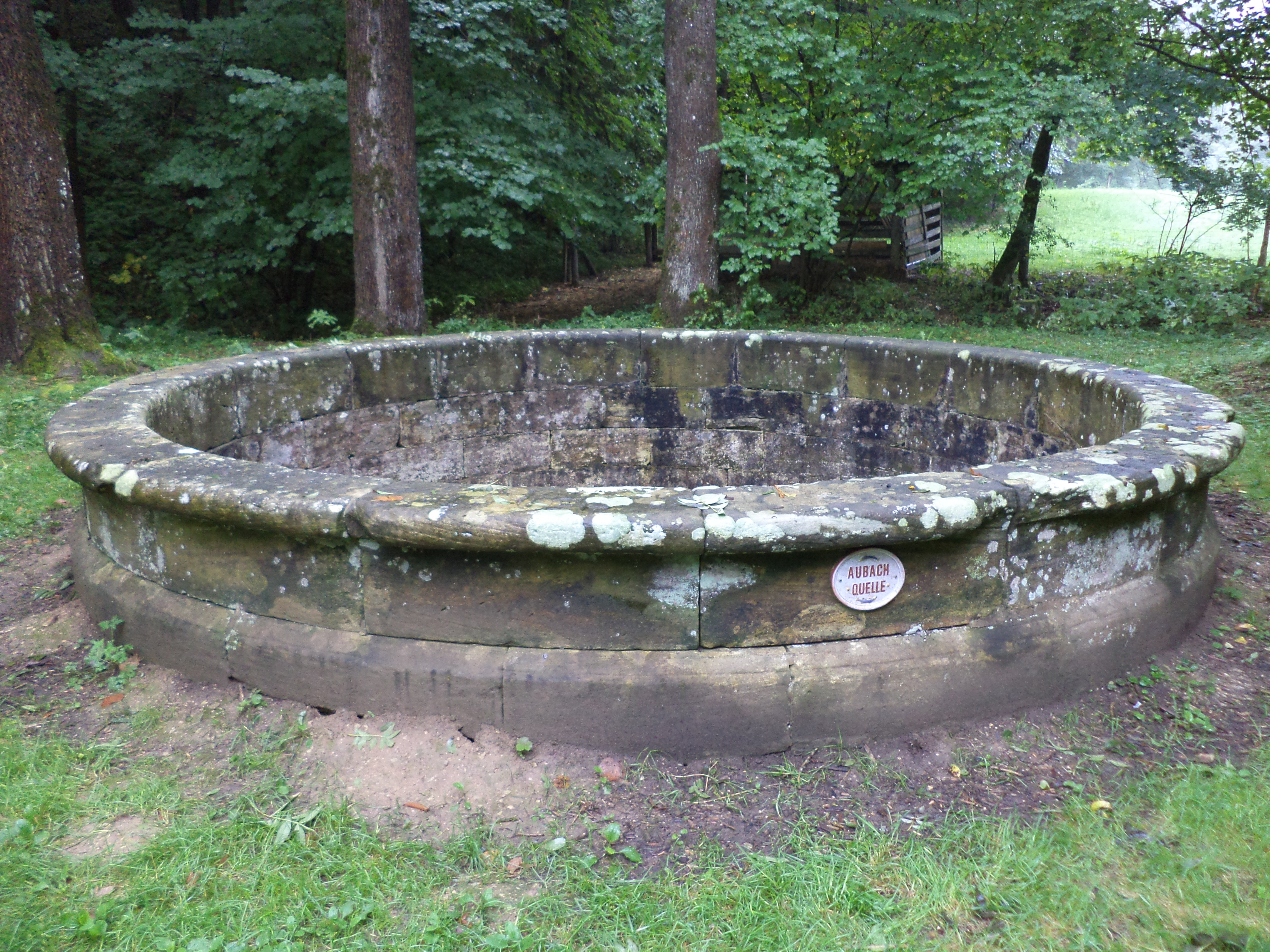
Die Aubachquelle

Die Aubachquelle, oder auch Auquelle genannt, liegt in einem engen Tal, etwa einen Kilometer südlich von Menchau, unterhalb von Ordenbrunn. Die Karstquelle ist in einen als Baudenkmal ausgewiesenen, runden Schacht aus Sandsteinquadern aus dem Jahre 1770 eingefasst. Der Grund dieser Quellfassung ist mit Sand bedeckt, der durch den Wasserdruck leicht nach oben gewirbelt wird. Um die Quelle befinden sich Steinbänke.

### Verlauf
Nach seiner Quelle verläuft der Aubach in nordöstliche Richtung und durchfließt die Orte Menchau, Berndorf, Unterschorrmühle, Thurnau und Eckersdorf. Etwa 250 m östlich der zu Kasendorf gehörenden Pulvermühle mündet der Aubach von rechts in den Friesenbach.

### Zuflüsse
- Obere Mühlbach (links)
- Ruhbach (rechts)
- Breitenwieser Graben (rechts)
- Badersbach (links)
- Weiherbach (links)
- Kropfenbach (rechts)

### Flusssystem Roter Main
- Fließgewässer im Flusssystem Roter Main